# Catada leuconema
Catada leuconema là một loài bướm đêm trong họ Erebidae.